# Loxandrus pusillus
Loxandrus pusillus är en skalbaggsart som beskrevs av Leconte 1852. Loxandrus pusillus ingår i släktet Loxandrus och familjen jordlöpare. Inga underarter finns listade i Catalogue of Life.